# Keweenaw (półwysep)

Półwysep Keweenaw

Keweenaw (ang. Keweenaw Peninsula) – równinny półwysep na południowym wybrzeżu Jeziora Górnego w USA, w stanie Michigan o długości 75 km.
Na półwyspie rozwinęło się rolnictwo oraz rybołówstwo.